# ガンダムアシュタロン
ガンダムアシュタロン (GUNDAM ASHTARON) は、1996年に放送されたテレビアニメ『機動新世紀ガンダムX』に登場する架空の兵器。
作中の軍事勢力である新地球連邦軍の前身組織「政府再建委員会」が開発した人型兵器「モビルスーツ (MS) 」の1機種であり、アニメ本編における過去の大戦が終結したあとに新造された「ガンダムタイプ」の1機。大戦時代に製造されたガンダムエアマスターと同じ可変MSであるが、パワーを重視した設計思想からより大型化しており、変形後の姿もハサミ状のクローアームを備えた甲殻類のような形状になっている。兄弟機である「ガンダムヴァサーゴ」との連携も想定しており、背部にヴァサーゴを積載しての空中輸送も可能。劇中では、新連邦のエージェントであるフロスト兄弟の弟「オルバ・フロスト」が搭乗し、兄の「シャギア」が搭乗するヴァサーゴとともに、主人公のガロード・ランたちフリーデンチームと敵対する。
本記事では、改修機であるガンダムアシュタロン・ハーミットクラブの解説も記述する。

## 機体解説
新連邦軍発足前の政府再建委員会が開発した可変MS。パイロットはオルバ・フロスト。
戦前に開発されたガンダムエアマスターと同様のトランスシステム（変形システム）を持ち、飛行型のモビルアーマー (MA) 形態に変形する。この形態では巨大な鋏を持った生物を思わせる姿となり、飛行速度ではエアマスターに譲るものの、機体出力では凌駕する。機体の体躯は通常MSより一回り以上大型で劇中のガンダムタイプでは最大サイズの機体だが、重量級のボディに過剰なまでの推力が与えられており、MA形態も含め実際は極めて俊敏な機体である。MA形態ではカメラがモノアイセンサーへと切り替わり、より視界が広範囲となる。大型のバックパックユニットを装備しており、ガンダムヴァサーゴを乗せて長距離飛行することも出来る。MS形態でも飛行可能だが、機動性はMA形態の方が高く、使い捨てのプロペラントタンクを兼ねたブースターユニットを装備し速度と航続距離を伸ばす事も可能。ローレライの海での戦闘では、オルバが自機の水中戦での有利性を誇る発言をする。
名前のアシュタロンとは悪魔アスタロトに由来する。

### 武装
ショルダーバルカン（マシンキャノン）
肩部に装備されたMS形態用の機関砲で、ドートレスファイヤーワラビーを撃破可能な威力を有する。一部資料では、元々の装備ではなくオプションとして増設されたもので、肩部にマウントで取り付けられていた当装備が改修機であるハーミットクラブで正式に装備されるようになったと記載している場合がある。
アトミックシザース
左右バックパックユニットの背面バーニア内に装備された延伸アーム付の鋏で、MS形態・MA形態を問わず使用可能。鋏部の後端にもバーニアが組み込まれており、メインスラスターの役割も兼ねる。接近戦における強力な武器であると同時に、細かい作業を行うマニピュレーターとしても機能する。
シザースビーム砲
シザースの鋏付け根中央部に装備されたビーム砲。アトミックシザースのアームと合わせ、動きの読みづらい攻撃が可能となる。
ノーズビーム砲
中央部バックパックユニット（MA形態時には機首にあたる部分）左右に装備するビーム砲。
ビームサーベル
グリップのデザインは本機独自の円柱形デザインだが劇中でガディールがほぼ同型のサーベルを使用している。ヴァサーゴ同様腰部背面から取り出す描写はあるが、マウントラッチ等の画稿及び設定は未発表。プラモデルキットの説明書は「背面腰部に装備」とのみ記述される。
ビームスピア
追加武装として用意されたボウガン状のビームライフルに変形するヒート刃を持った鑓。劇中での登場は1話のみで、投げ槍のように使用しガンダムエアマスターの翼を破壊する活躍を見せる。

## ガンダムアシュタロン・ハーミットクラブ
アシュタロンの強化改良機。「ハーミットクラブ」は「ヤドカリ」の意。脚部スラスターの大型化等、推進システムが全面的に強化され機動性が以前にも増して高くなり、宇宙戦においてもその性能を発揮している。改修前より更に巨大化したバックパックは防御力の向上と高い推力を擁し、そのスピードは宇宙戦でGファルコンすら追い詰め捕獲した他、大気圏内でもＧファルコンダブルエックス戦闘機形態を追従可能な程の機動性を誇る。変形の形式がバックパックユニットへ脚部以外のMS部を完全に収納する形式をとる為、同形態では機動性と耐弾性が向上する。火力と機動性に優れたMA形態は本機の大きな特徴であり、高い戦闘力を持つ戦闘機として優れた戦果を挙げた。改良前のアシュタロン同様、バックパックユニットのノーズ部（MA形態時には機首にあたる部分）にはモノアイセンサーが装備されているが、ノーズビーム砲は廃止されている。武装面についても大幅に強化された物を搭載、各武装が改良前より大型・高出力化されている。機体色は改修前同様に紫を基調としている。
最終決戦では月面D.O.M.Eでガンダムヴァサーゴ・チェストブレイクと共にガンダムダブルエックスと戦ったが相討ちになり大破、放棄された。
劇中のガンダムとして唯一公式に模型化されていない。（最初から発売の予定がなく、デザイナーの石垣純哉も立体化を無視してデザインした）

### 武装
マシンキャノン
肩部に装備されたMS形態用の機関砲。ベース機より強化大口径化されている。
ギガンティックシザース
アトミックシザースを大型化して強化改良した武装。そのパワーは宇宙革命軍の新型量産機クラウダの重装甲を容易く握り潰す。この兵装に捕らえられたMSはほぼ脱出不可能。鋏部を閉じた状態で敵ＭＳや戦艦の装甲を突き破る刺突兵器としても使用可能。
シザースビームキャノン
シザースの鋏付け根中央部に装備された高出力ビーム砲。アシュタロンのシザースビーム砲より大口径化されており威力も向上している。
ビームサーベル
強化前と同じ装備を継続して使用している。機体本体の出力向上に伴い威力も向上している。かなりの出力を持ち、シザースと共に使用する事で戦況を有利にする。
サテライトランチャー
サテライトキャノンと同種の武装であり一部資料では「増設型サテライトキャノン」と記されている。オプションの砲身ユニットを増設しMA時にガンダムヴァサーゴ・チェストブレイクと連結し砲身を伸長･展開することで発射形態となる。月面から供給されるエネルギーを使用する為、ＭＳ単体では発生不可能な高出力ビームを放つ。その破壊力はツインサテライトキャノンに匹敵する。この砲身部は未使用時には短縮化しキャリングモードとなる。使用自体は第39話（最終話）のみであるが、その直前の第38話の後半のシーンで搭載しているのが確認できる。フロスト兄弟はフラッシュシステムに適応していない為、親衛隊にマイクロウェーブ送電施設を占拠させる事でSMWの送信機能を掌握し使用可能とした。
新連邦軍と革命軍の旗艦を撃沈（フリーデンIIは事前に急速回避していた為撃沈を免れた）して、ブラッドマンとザイデルを葬ることに成功。ガロードとの最終決戦ではチャージ途中にダブルエックスの方にMW送信が移ってしまい、フロスト兄弟側はチャージ完了していない状態のまま発射を強行し、サテライトキャノン同士の激突で生じた大爆発に飲み込まれて3機とも大破した。